# Burg Vendôme

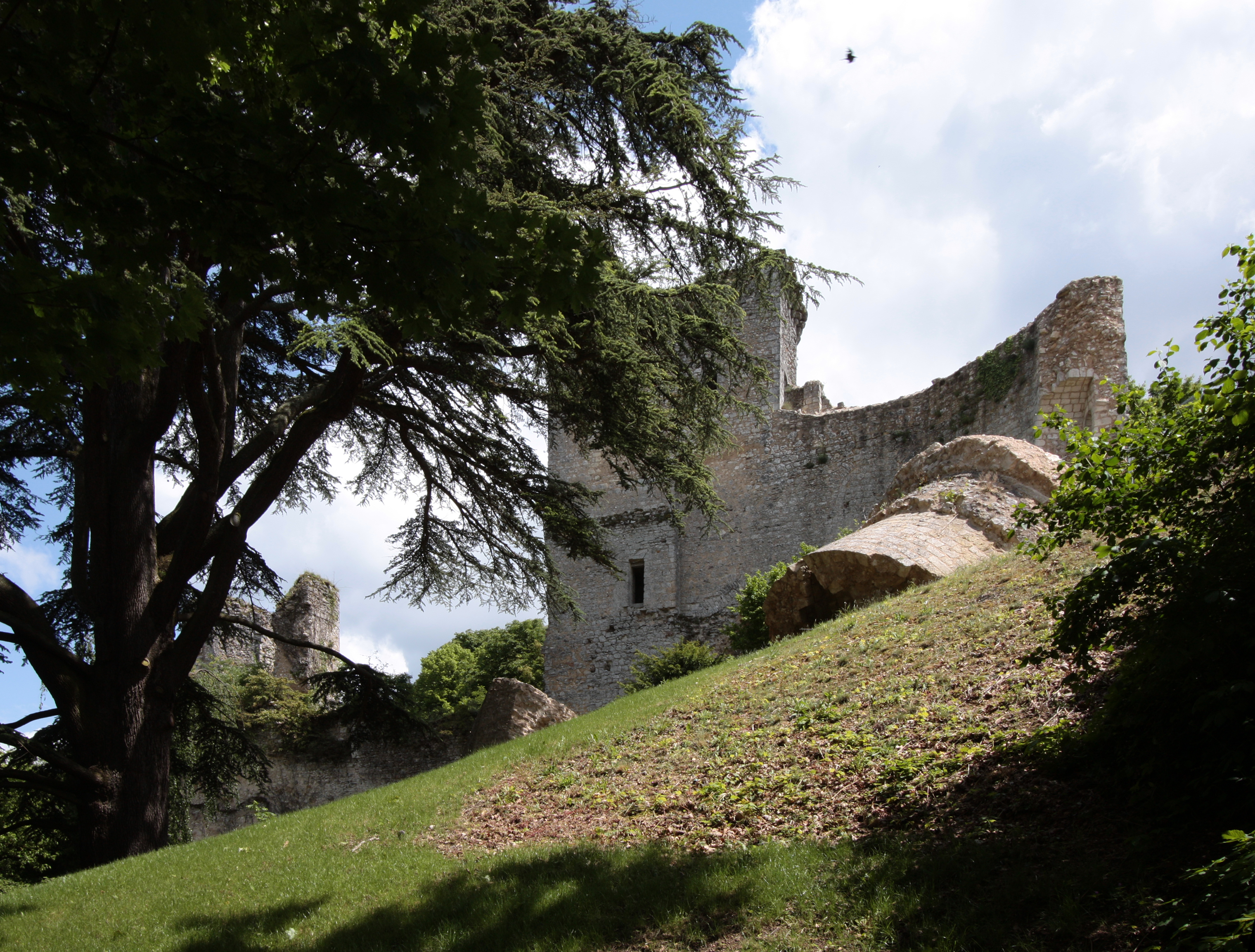
Die Burgruine Vendôme

Die Ruine der Burg Vendôme steht in der französischen Kleinstadt Vendôme im Département Loir-et-Cher der Region Centre-Val de Loire. Sie steht seit 1840 als Monument historique unter Denkmalschutz.

## Geschichte
Die Stadt Vendôme und ihre Burg waren häufig umkämpft. Im 12. Jahrhundert wurde das Vendômois Austragungsort des Machtkampfes zwischen dem Haus Plantagenet und der französischen Krone. Im Jahr 1188 nahm König Philipp II. von Frankreich die Burg von Vendôme ein. Jedoch schon wenig später eroberte Richard Löwenherz sie wieder zurück. 1194 besetzte Philipp die Stadt erneut und belagerte wiederum die Burg. Schließlich trafen die beiden Kontrahenten am 3. Juli des Jahres nordöstlich von Vendôme in der Schlacht bei Fréteval aufeinander, in der Richard Löwenherz die Franzosen besiegen konnte.
Im 1515 wurde Vendôme von König Franz I. zugunsten Charles’ de Bourbon zum Herzogtum erhoben und mit der Pairswürde ausgestattet. 1562 wurde Charles’ Enkel Heinrich, der spätere König Heinrich IV., Herzog von Vendôme. Als Protestant in einem überwiegend katholischen Herzogtum, musste er zusehen, wie sich die Stadt mehr und mehr der Katholischen Liga annäherte. Heinrich war deshalb 1589, jetzt als König und Lehnsherr, gezwungen, Vendôme mit Waffengewalt unter seine Herrschaft zu bringen, wobei mehrere Burgen, darunter die von Vendôme und Lavardin, zerstört wurden.
Im Jahr 1598 machte Heinrich IV. seinen Sohn César zum Herzog von Vendôme. Der Ränkeschmied hielt sich oft auf dem Lehnsgut auf. Er ließ die Zugangsrampe bauen, das Südtor „Porte de Beauce“ öffnen und an der Ostseite ein zusätzliches Gebäude errichten. Aus dem Festungsbau wurde ein Palast für Begegnungen und Festlichkeiten. Nach dem Tod Césars de Bourbon im Jahr 1665 blieb die Anlage unbewohnt, und die Französische Revolution wirkte sich verhängnisvoll für die Baulichkeiten aus.

## Burganlage

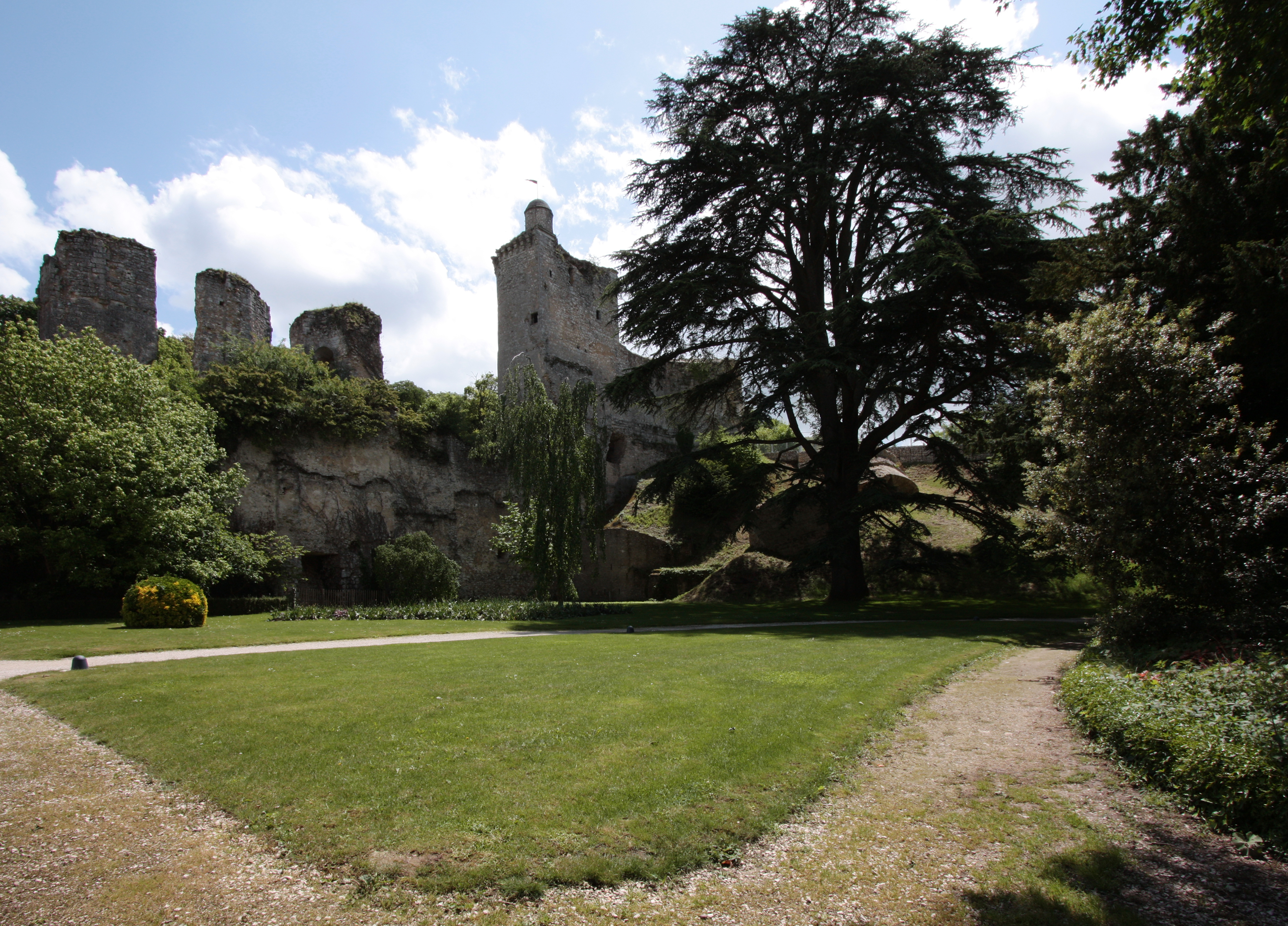
Parkanlage mit Burgruine

Die Ruine der Höhenburg liegt auf einer Anhöhe am Südrand der Stadt. Als Überbleibsel der aus einem Erdwall bestehenden Burg sind noch eine Mauer und mehrere Rundtürme mit Pechnasenkranz aus dem 13. und 14. Jahrhundert vorhanden. Außerdem existiert noch ein massiver, Tour de Poitiers genannter Turm auf der Ostseite, der im 15. Jahrhundert wieder aufgebaut worden ist.
Durch die „Porte de Beauce“ aus dem frühen 17. Jahrhundert gelangt man in einen innerhalb der Umfassungsmauer angelegten, die Reste der Burg einbeziehenden Park. Außerdem sind noch die Grundmauern der von Agnes von Burgund gegründeten Stiftskirche Saint-Georges aus dem 11. Jahrhundert vorhanden. Das Gotteshaus diente als Grablege der Herren von Vendôme. Auch die Eltern Heinrichs IV., Antoine de Bourbon und Jeanne d’Albret, fanden hier ihre letzte Ruhestätte.
Von der „Promenade de la Montagne“, der Terrassen auf dem Bergrücken, hat man einen schönen Blick auf die Stadt und das Tal des Loir.